# Saab 37 Viggen
Saab 37 Viggen — шведський одномісний багатоцільовий винищувач з одним двигуном. Експлуатувався у ВПС Швеції протягом 1970 — 2000-х років. Кілька варіантів були перероблені для виконання ролі всепогодного винищувача-перехоплювача, штурмовиків та літаків аерофоторозвідки, а також як спарка. Розроблявся і вироблявся шведською компанією Saab AB.

## Модифікації
AJ 37Перша серійна модифікація. Одномісний штурмовик (AJ: Attack-Jakt) з можливістю застосування в ролі винищувача. Двигун RM8A, радар PS 37A. Перші поставки у середині 1971 року, випущено 108 літаків (серійні номери 37001-37108).48 екземплярів модернізовано до AJS 37. Частково зняті з озброєння у 1998 році.
SK 37Навчально-тренувальний літак (Sk: Skol). Конструктивно відрізняється від AJ 37 наявністю кабіни інструктора, обладнаної на місці прибраного переднього паливного бака, і відсутністю радара. Перший політ — 2 липня 1970 року. Випущено 17 літаків, перша поставку у червні 1972 року, серійні номери 37801-37817. Зняті з озброєння у 2003 році, 10 літаків конвертовано у SK 37E.
SF 37Всепогодний фоторозвідник (SF: Spaning Foto), з заміною радара в носовій частині батареєю камер, та з можливістю встановлення додаткового розвідувального обладнання. Перший політ - 21 травня 1973 року. Побудовано 28 літаків (серійні номери 37950-37977), поставки з квітня 1977 року. 25 екземплярів модернізовано до AJSF 37. Частково зняті з озброєння у 1998 році.
SH 37Всепогодний розвідувальний літак (SH: Spaning Hav), призначений для ведення розвідки над морем, оснащений радаром PS-371A. З 1975 по 1979 роки випущено 27 літаків (серійні номери 37900-37927). 25 екземплярів модернізовано до AJSH 37. Частково зняті з озброєння у 1998 році.
Saab 37E EurofighterПроєкт заміни F-104 Starfighter для НАТО у 1975 році. Скасовано.
Saab 37XПроєкт експортної модифікації для Норвегії що розроблявся у 1967–1968 роках. Скасовано.
JA 37Одномісний всепогодний винищувач-перехоплювач з можливістю використання у ролі штурмовика. Радар PS 46A LD/SD. Перший політ — 27 вересня 1974 року. Поставки почалися у 1979 році серійні номери (37301-37449). Частково зняті з озброєння у 1998 році, декілька модернізовано до JA 37D.
AJS 37Модернізація 28 літаків AJ 37, проведена в період з 1993 по 1997 роки. Перебували на озброєнні до березня 2000 року.
AJSH 37Модернізація 25 літаків SH 37, проведена в період з 1993 по 1997 роки. Зняті з озброєння у 2005 році.
AJSF 37Модернізація 25 літаків SF 37, проведена в період з 1993 по 1997 роки. Зняті з озброєння у 2005 році.
JA 37CМодернізація авіоніки та програмного забезпечення застарілих JA 37.
JA 37DМодернізація авіоніки та програмного забезпечення 35 застарілих JA 37 між 1993 та 1998 роками.
JA 37DIМодифікація авіоніки та програмного забезпечення JA 37D для міжнародних місій. Прилади марковані англійською мовою з футами/вузлами. Модифіковано 20 екземплярів.
SK 37EНавчальний літак РЕБ. Конверсія 10 застарілих SK 37 проведена з 1998 по 2000 роки. Серійні номери 37807-37811 та 37813-37817, зняті з озброєння у 2007 році.

## Тактико-технічні характеристики
- Модифікація: AJ.37
- Розмах крила, м: 10.60
- Довжина літака, м: 16.40
- Висота літака, м: 5.90
- Площа крила, м2: 52.20
- Маса, кг
- порожнього: 9000
- нормальна злітна: 15480
- максимальна злітна: 20450
- внутрішнього палива: 4750
- Тип двигуна: 1 ТРДД Volvo Flygmotor RM-8A
- Тяга, кН
- нефорсована: 1 х 65.70
- форсована: 1 х 115.52
- Максимальна швидкість, км/год:
- біля землі: 1350 (М=1.1)
- на висоті: 2195 (М=2.1)
- Перегінна дальність, км: 3000
- Практична дальність, км
- на оптимальній висоті: 2150
- біля землі: 930
- Бойовий радіус дії, км: 500-1000
- Швидкопідйомність біля землі, м/с: 192
- Практична стеля, м: 15500
- Макс. експлуатаційне перевантаження: 7.5
- Екіпаж, чол: 1
- Озброєння: Немає вбудованого гарматного озброєння
- Бойове навантаження: 5000 кг на 7 підвісках
- На центральній підвісці:
- Контейнер з двома або однією 30-мм гарматою М/55 (Aden)
- На 2 підфюзеляжних: 2 ПУ 6х135 НУР Bofors
- На 2 внутрішніх елеронах: 2 ПУ 6х135 НУР Bofors або 2 ПКР Rb.04E (RBS-15) або 2 УР повітря-поверхня Rb.05 (Rb.75)
- На 2 зовнішніх елеронах: до 16 легких бомб